# Antwerp Ladies VT
Antwerp Ladies VT, ook bekend onder de sponsornaam Interfreight Antwerp Volley Team W, is een Belgische volleybalclub uit Deurne, Antwerpen, gesticht in 1978.
Antwerp Ladies VT komt met het eerste team uit in de Liga A van de damescompetitie. Er is ook een mannenteam, Interfreight Antwerp Volley Team M, dat uitkomt in de 1e Nationale B.

## Bekende (oud-)spelers
- Sarah Cools
- Hanne Coppens
- Sarah Coppens
- Elies Goos
- Linde Hervent
- Britt Ruysschaert
- Lisa Van den Vonder
- Caitlin Van de Perre
- Lena Versteynen